# Rubén Capria
Rubén Oscar Capria Labiste, ou Rubén Capria (nascido em General Belgrano, Argentina em 6 de janeiro de 1970) é um ex-futebolista argentino. Atua como meia.